# Сінт-Філіпсланд (село)
Сінт-Філіпсланд (нід. Sint Philipsland) — село в нідерландській провінції Зеландія. Входить до муніципалітету Толен.
Його площа — 25,58 км², а населення станом на 2021 рік становило 2440 осіб.
До 1995 року мало статус окремого муніципалітету.

## Галерея

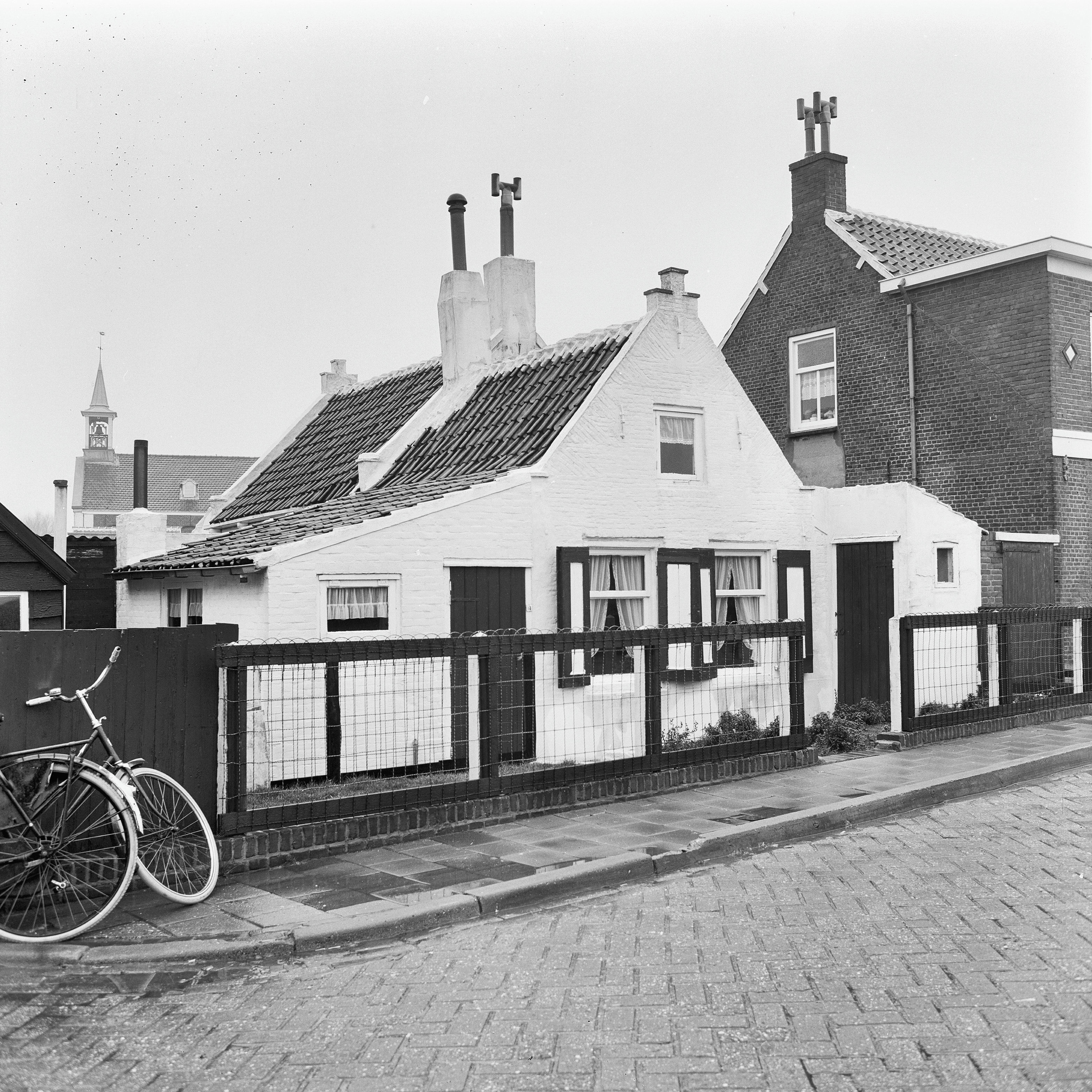
Будинок у Сінт-Філіпсланд
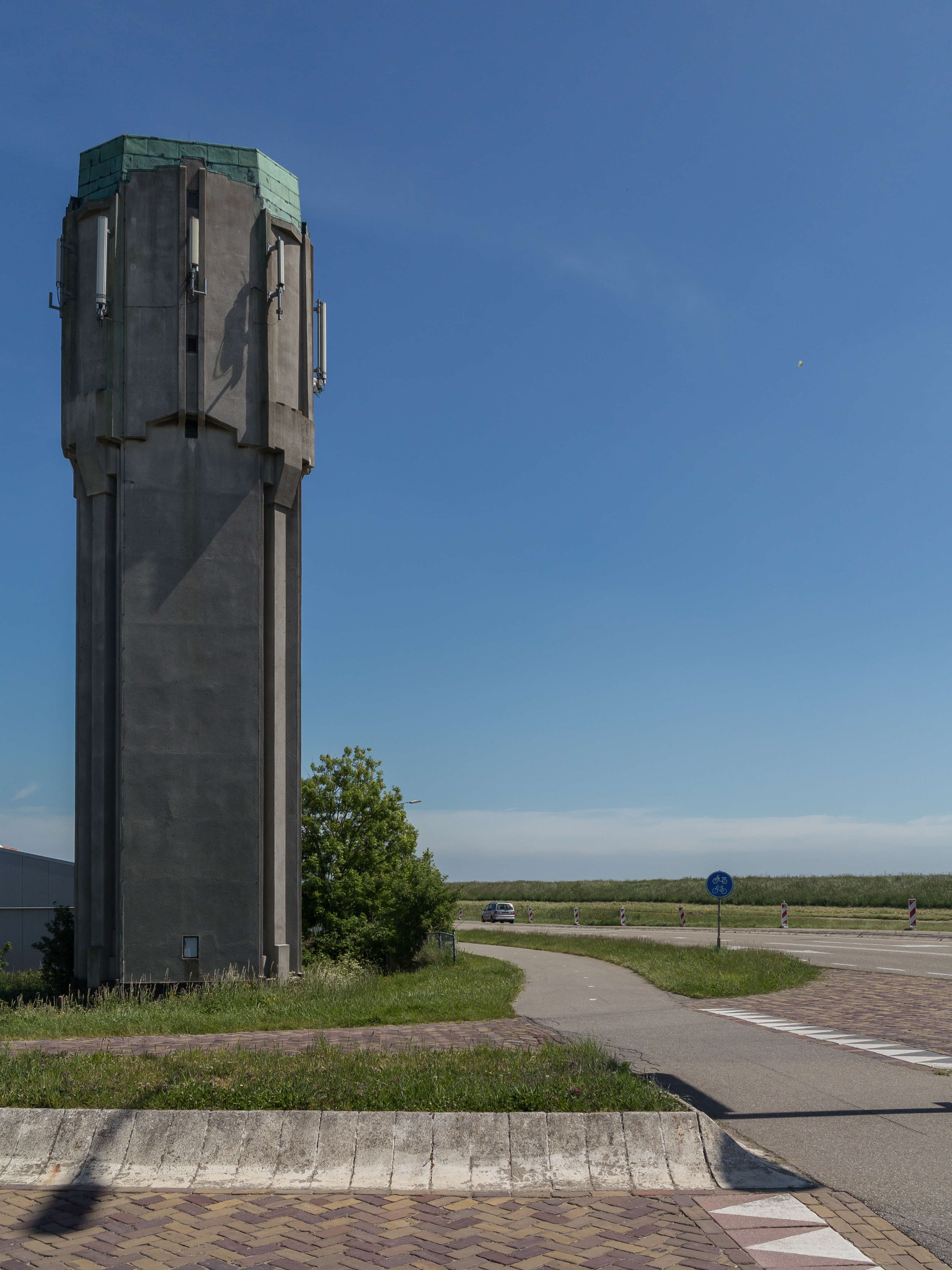
Водонапірна башта у Сінт-Філіпсланді